# Vale de Janeiro
Vale de Janeiro is een plaats (freguesia) in de Portugese gemeente Vinhais en telt 170 inwoners (2006).